# Superliga de Kosovo 2019-20
La Superliga de Kosovo 2019-20 fue la edición número 21 de la Superliga de Kosovo. La temporada comenzó el 17 de agosto de 2019 y culminó el 26 de julio de 2020.
La Federación de Kosovo anunció que esta temporada fue la última de doce equipos. Hubo cuatro clubes relegados a la Liga e Parë y ascendieron dos para completar diez clubes en la temporada 2020-21.
El 22 de julio, a una fecha del final, empataron Gjilani y Balkani por 2-2; este resultado certificó matemáticamente al Drita como campeón, siendo su tercer título de liga de su historia.

## Sistema de competición
Un total de 12 equipos participaron entre sí todos contra todos 3 veces, totalizando 33 fechas. Al final de la temporada el primer clasificado se proclamó campeón y fue a la Liga de Campeones 2020-21, el segundo obtuvo un cupo para la Primera ronda de la Liga Europa 2020-21; por otro lado los cuatro últimos clasificados descendieron a la Liga e Parë 2021-21.
Un cupo para la Liga Europa 2020-21 será asignado al ganador de la Copa de Kosovo

## Equipos participantes
- En negrita los que llevan licencia de la UEFA.[3]

| Equipo     | Ciudad    | Estadio                | Capacidad |
| ---------- | --------- | ---------------------- | --------- |
| Ballkani   | Suva Reka | Suva Reka Stadium      | 1500      |
| Drenica    | Skenderaj | Bajram Aliu Stadium    | 3000      |
| Drita      | Gnjilane  | Gjilan City Stadium    | 15 000    |
| Dukagjini  | Klina     | Estadio 18 de Junio    | 2000      |
| Flamurtari | Pristina  | Xhemail Ibishi Stadium | 5000      |
| Ferizaj    | Ferizaj   | Ismet Shabani Stadium  | 2000      |
| Feronikeli | Glogovac  | Rexhep Rexhepi Stadium | 2000      |
| Gjilani    | Gnjilane  | Gjilan City Stadium    | 15 000    |
| Llapi      | Podujevo  | Zahir Pajaziti Stadium | 10 000    |
| Prishtina  | Pristina  | Fadil Vokrri Stadium   | 13 000    |
| Trepça'89  | Mitrovica | Riza Lushta Stadium    | 12 000    |
| Vushtrria  | Vučitrn   | Ferki Aliu Stadium     | 6000      |

## Tabla de posiciones
| Pos. | Equipo     | Pts. | PJ | G  | E  | P  | GF | GC | Dif. | Clasificación 2020–21                    |
| ---- | ---------- | ---- | -- | -- | -- | -- | -- | -- | ---- | ---------------------------------------- |
| 1    | Drita (C)  | 68   | 33 | 21 | 5  | 7  | 57 | 23 | +34  | Ronda preliminar de la Liga de Campeones |
| 2    | Gjilani    | 68   | 33 | 21 | 5  | 7  | 61 | 27 | +34  | Ronda preliminar de la Liga Europa       |
| 3    | Ballkani   | 67   | 33 | 19 | 10 | 4  | 59 | 25 | +34  |                                          |
| 4    | Prishtina  | 62   | 33 | 18 | 8  | 7  | 59 | 25 | +34  | Ronda preliminar de la Liga Europa       |
| 5    | Feronikeli | 47   | 33 | 14 | 5  | 14 | 50 | 40 | +10  |                                          |
| 6    | Llapi      | 45   | 33 | 13 | 6  | 14 | 51 | 62 | −11  |                                          |
| 7    | Trepça'89  | 44   | 33 | 12 | 8  | 13 | 55 | 55 | 0    |                                          |
| 8    | Drenica    | 44   | 33 | 12 | 8  | 13 | 39 | 40 | −1   |                                          |
| 9    | Flamurtari | 43   | 33 | 12 | 7  | 14 | 42 | 56 | −14  | Descenso a la Liga e Parë 2020-21        |
| 10   | Ferizaj    | 26   | 33 | 8  | 2  | 23 | 31 | 70 | −39  | Descenso a la Liga e Parë 2020-21        |
| 11   | Vushtrria  | 24   | 33 | 6  | 6  | 21 | 34 | 73 | −39  | Descenso a la Liga e Parë 2020-21        |
| 12   | Dukagjini  | 19   | 33 | 5  | 4  | 24 | 27 | 69 | −42  | Descenso a la Liga e Parë 2020-21        |

Actualizado a los partidos jugados el 26 de julio de 2020.
 Fuente: Soccerway
Notas:
1. ↑  Tras ganar la Copa de Kosovo 2019-20, el Prishtina obtuvo un cupo para la Ronda Preliminar de la Liga Europa 2020-21

## Resultados
| Local \ Visitante | BAL | DRE | DRI | DUK | FRZ | FRN | FLA | GJI | LLA | PRI | T89 | VUS |
| ----------------- | --- | --- | --- | --- | --- | --- | --- | --- | --- | --- | --- | --- |
| Ballkani          | —   | 3–0 | 2–0 | 3–1 | 3–0 | 3–1 | 3–1 | 2–1 | 1–1 | 1–0 | 3–2 | 5–2 |
| Drenica           | 0–1 | —   | 1–1 | 3–0 | 0–2 | 1–0 | 3–1 | 0–2 | 3–0 | 1–3 | 3–2 | 3–0 |
| Drita             | 2–0 | 4–1 | —   | 1–0 | 0–1 | 1–0 | 3–0 | 2–0 | 2–0 | 2–1 | 1–1 | 5–1 |
| Dukagjini         | 0–0 | 1–3 | 0–4 | —   | 0–1 | 0–2 | 1–2 | 0–4 | 0–0 | 0–0 | 1–0 | 1–0 |
| Ferizaj           | 1–2 | 0–1 | 0–2 | 2–0 | —   | 1–1 | 1–0 | 0–3 | 2–0 | 0–2 | 4–0 | 0–1 |
| Feronikeli        | 0–2 | 4–1 | 0–0 | 4–2 | 5–0 | —   | 2–1 | 1–2 | 1–2 | 1–0 | 3–0 | 2–0 |
| Flamurtari        | 2–1 | 0–0 | 1–0 | 2–0 | 1–0 | 2–2 | —   | 1–4 | 1–5 | 1–1 | 4–3 | 2–0 |
| Gjilani           | 1–0 | 1–1 | 0–1 | 1–0 | 4–0 | 2–1 | 2–0 | —   | 3–0 | 0–0 | 0–2 | 2–0 |
| Llapi             | 0–0 | 1–0 | 2–2 | 2–1 | 2–4 | 2–1 | 1–4 | 2–1 | —   | 1–4 | 4–1 | 4–1 |
| Prishtina         | 0–0 | 0–0 | 1–0 | 2–0 | 3–2 | 2–3 | 2–0 | 2–1 | 0–1 | —   | 1–0 | 4–0 |
| Trepça'89         | 0–0 | 1–1 | 3–1 | 2–1 | 1–0 | 1–1 | 5–1 | 4–1 | 1–2 | 0–1 | —   | 1–0 |
| Vushtrria         | 1–0 | 2–2 | 2–3 | 3–3 | 3–1 | 0–1 | 2–2 | 1–3 | 1–0 | 0–3 | 1–1 | —   |

| Local \ Visitante | BAL | DRE | DRI | DUK | FRZ | FRN | FLA | GJI | LLA | PRI | T89 | VUS |
| ----------------- | --- | --- | --- | --- | --- | --- | --- | --- | --- | --- | --- | --- |
| Ballkani          | —   | 0–0 | 2–1 | —   | —   | —   | —   | —   | 5–1 | 2–2 | 3–1 | 3–1 |
| Drenica           | —   | —   | —   | —   | 3–0 | —   | 1–2 | —   | 1–0 | —   | 2–4 | 2–1 |
| Drita             |     | 1–0 | —   | 2–0 | 2–0 | 2–1 | 1–0 | 0–2 | —   | —   | —   | —   |
| Dukagjini         | 1–5 | —   | —   | —   | —   | 0–2 | —   | 1–3 | —   | —   | 3–2 | 2–1 |
| Ferizaj           | 1–1 | —   | —   | 0–4 | —   | 2–4 | —   | 0–3 | —   | —   | 2–5 | —   |
| Feronikeli        | 0–1 | 0–0 | —   | —   | —   | —   | —   | 0–2 | 2–1 | —   | 1–2 | 3–1 |
| Flamurtari        | 0–0 | —   | —   | 4–3 | 3–2 | 1–0 | —   | 0–1 | —   | —   | —   | —   |
| Gjilani           | 2–2 | 2–0 | —   | —   | —   | —   | —   | —   | 2–2 | 2–1 | 1–1 | 3–0 |
| Llapi             | —   | 0–2 | 0–4 | 4–1 | 2–1 | —   | 1–0 | —   | —   | 1–1 | —   | —   |
| Prishtina         | —   | 1–0 | 1–1 | 4–1 | 8–1 | 4–1 | 3–0 | —   | —   | —   | —   | —   |
| Trepça'89         | —   | —   | 0–2 | —   | —   | —   | 1–1 | —   | 5–4 | 2–1 | —   | 1–1 |
| Vushtrria         | —   | —   | 0–4 | —   | 1–0 | —   | 2–2 | —   | 5–3 | 0–2 | —   | —   |

## Goleadores
| Pos. | Jugador         | Club       | Goles |
| ---- | --------------- | ---------- | ----- |
| 1    | Blendi Baftiu   | Ballkani   | 19    |
| 2    | Arb Manaj       | Trepça'89  | 17    |
| 3    | Ahmed Januzi    | Prishtina  | 14    |
| 4    | Kastriot Rexha  | Drita      | 13    |
| 5    | Gerhard Progni  | Gjilani    | 12    |
| 6    | Fiton Hajdari   | Gjilani    | 11    |
| 6    | Alban Shillova  | Drenica    | 11    |
| 8    | Betim Haxhimusa | Drita      | 10    |
| 8    | Shend Kelmendi  | Flamurtari | 10    |
| 8    | Otto John       | Prishtina  | 10    |